# Milý
Milý, bis 1924 Milé (deutsch Millai, auch Millay) ist eine Gemeinde in Tschechien. Sie liegt 16 Kilometer westlich von Slaný und gehört zum Okres Rakovník.

## Geographie

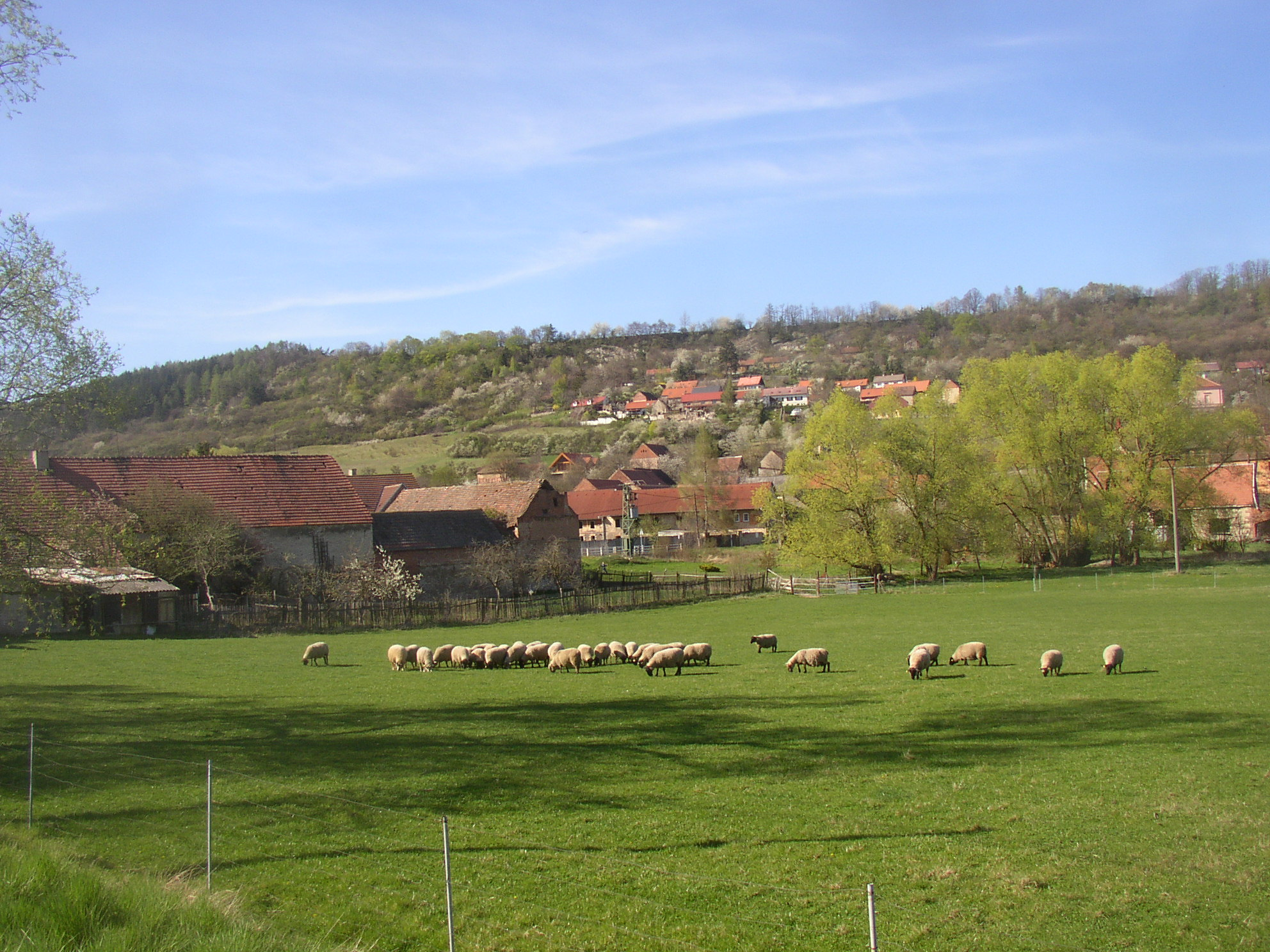
Ortsansicht von Südosten

Milý befindet sich in dem zum Džbán (Krugwald) gehörigen Hügelland Řevničovská pahorkatina im Naturpark Džbán. Das Dorf liegt im Tal des Baches Hřešický potok. Gegen Norden erstreckt sich das Waldgebiet Bílichovský les. Südwestlich erhebt sich die Vošková (469 m) und im Nordwesten der Dřevíč (464 m).
Nachbarorte sind Stráň, Bor, Hvížďalka, Zichovecká Myslivna, Nová Ves und Hříškov im Norden, Žerotín, Zichovec, Bílichov, Malý Bílichov und Líský im Nordosten, Pozdeň, Hřešice, Jedomělice und Duhová Chaloupka im Osten, Spálený Mlýn und Srbeč im Südosten, Mšec und Bdín im Süden, Kalivody, Přerubenice und Dučice im Südwesten, Pochvalov im Westen sowie Dolní Ročov, Pšanská Myslivna, Smilovice, Kozojedy, Dřevíč und Vinařice im Nordwesten.

## Geschichte
Die erste schriftliche Erwähnung von Myley erfolgte im Jahre 1381 als Besitz des Stanislav von Neprobylice. Die Vladiken von Neprobylice besaßen ursprünglich das gesamte Dorf, nach den Hussitenkriegen hielten sie nur noch einen Anteil. Der andere Teil gehörte im 15. Jahrhundert den Vladiken von Peruc. Vor 1498 erwarben Sigismund Pětipeský von Schönhof und seine Frau Elisabeth von Valečov diesen Anteil. Die letzte Besitzerin des anderen Anteils aus dem Geschlecht von Neprobylice war ab 1542 Johanna von Myley. Eine Hälfte des Dorfes gehörte im 16. Jahrhundert zur Herrschaft Kornhaus. Am 12. Oktober 1548 erbte der Hauptmann der Prager Neustadt, Ludwig Bezdružický von Kolowrat diesen Anteil zusammen mit dem Städtchen Kornhaus und den Dörfern Srby, Lhota, Žehrovice, Třtice, Honice, Třebichovice, Hořešovice, Lodenice und Kačice, den Wäldern bei Žehrovice, elf Teichen sowie dem Recht auf die Einkünfte aus den verpfändeten Dörfern Bdín und Pozdeň. Nach 1555 verkaufte seine beiden Söhne Jan und Zdislav Abdon Bezdružický von Kolowrat große Teile der überschuldeten Herrschaft Kornhaus, darunter auch den Anteil an Milý. Im Jahre 1597 kaufte der Hauptmann des Schlaner Kreises, Matthias Stampach von Stampach das gesamte Dorf Milý und schlug es seiner Herrschaft Kornhaus zu. Da Matthias von Stampach kinderlos blieb, fiel die Herrschaft 1615 seinem Neffen Jan Rejchart zu. Dieser gehörte während des Ständeaufstand von 1618 dem Direktorium der Stände an.
Nach der Schlacht am Weißen Berg wurde Jan Rejchart von Stampach zum Verlust der Hälfte seiner Güter verurteilt und die Herrschaft Kornhaus 1622 konfisziert. 1623 verpfändete die Hofkammer die Herrschaft zunächst an Elisabeth Popel von Lobkowicz. Im selben Jahre wurde Kornhaus gegen eine Schuld von 87.932 Schock Meißnischen Groschen an Wratislaw Reichsgraf von Fürstenberg, Heiligenberg und Werdenberg überschrieben. Jan Rejchart von Stampach, der 1628 nach Annaberg emigriert war, kehrte 1631 mit einem kursächsischen Heer nach Böhmen zurück und bemächtigte sich seines früheren Besitzes. Er wurde wieder aus Böhmen vertrieben und verlor 1634 wegen seiner Invasion auch die ihn verbliebenen böhmischen Güter. Nach dem Tode Wratislaws von Fürstenberg erbte 1634 seine Witwe Lavinia Gonzaga von Novellara die Herrschaft. Nachdem diese in zweiter Ehe Otto Friedrich von Harrach geheiratet hatte, brach zwischen den Grafen von Fürstenberg und Otto Friedrich von Harrach ein Erbstreit aus. Bei dessen Beilegung wurde die Herrschaft Kornhaus 1639 den aus der Ehe mit Lavinia Gonzaga stammenden Kindern Wratislaws zugesprochen. Nachdem Franz Wratislaw von Fürstenberg 1641 im Alter von zehn Jahren verstorben war, fiel das Erbe seiner Schwester Marie Eleonore Katharina, verheiratete Reichsgräfin von Hohenems zu.
Während des Dreißigjährigen Kriegs war das Dorf verödet. In der berní rula von 1654 sind von den zwölf Anwesen von Milý sieben als wüst aufgeführt. Eleonore Katharina von Hohenems verkaufte 1662 die Herrschaft Kornhaus zusammen mit dem Fürstenbergischen Haus am Hradschin für 60.000 Gulden an Johann Adolf von Schwarzenberg, der am 14. Juli 1670 in den Reichsfürstenstand erhoben wurde. Der Hauptmann der Herrschaft Kornhaus, Elias Heidelberger von Heidelberg, ließ 1681 für die Herrschaft Kornhaus ein Urbar anlegen, das 613-seitige in alttschechischer Sprache verfasste Verzeichnis befindet sich heute im Archiv auf Schloss Třeboň. 1683 erbte Ferdinand zu Schwarzenberg die Herrschaft. 1703 erbte Adam Franz zu Schwarzenberg den Besitz; ihm folgte ab 1732 dessen Sohn Joseph I. zu Schwarzenberg, der 1780 die Herrschaft zum Familienfideikommiss erhob. 1753 wurde aus Mitteln der Gemeinde mit Unterstützung von Wohltätern die Kapelle des hl. Erzengel Michael errichtet. Bei der Einführung der Hausnummern wurde im Jahre 1776 in Milý 22 Wohnhäuser gezählt, im Dorf lebten 132 Personen. Nachfolgende Besitzer waren ab 1782 Johann I. zu Schwarzenberg, ab 1789 Joseph II. zu Schwarzenberg und ab 1833 dessen ältester Sohn und Fideikommisserbe Johann Adolf II. zu Schwarzenberg.
Im Jahre 1843 bestand Milay, auch Miley bzw. Mileg genannt, aus 39 Häusern mit 281 Einwohnern. Im Ort befand sich die Kapelle des hl. Erzengel Michael, in der zweimal jährlich ein großer Gottesdienst abgehalten wurde. Abseits lagen die Einschichten Auf der Bor (vier Dominikalhäuschen) und Milayer Häusler (zwei Häuser). Bei Milay betrieben Dominik Fischbach und Josef Schubert Steinkohlengruben. Pfarrort war Srbeč. Bis zur Mitte des 19. Jahrhunderts blieb Milay der Fideikommissherrschaft Kornhaus mit Kaunowa untertänig.
Nach der Aufhebung der Patrimonialherrschaften bildete Milé / Milay ab 1850 mit dem Ortsteil Bory eine Gemeinde im Bezirk Rakonitz und Gerichtsbezirk Neustraschitz. Zwischen 1854 und 1869 entstanden in Milé 19 neue Häuser und die Einwohnerzahl wuchs auf 413 an. 1868 wurde Milé dem Bezirk Schlan zugeordnet. Im Haus Nr. 19 wurde 1896 eine Schule eingerichtet. 1908 bezog diese ein neu erbautes Schulhaus. Ab 1917 wurde der Steinkohlenbergbau, der bis dahin nur in kleinen Kohlenschächten erfolgte, intensiviert. Seit 1924 wird Milý als tschechischer Ortsname verwendet. Im Jahre 1932 hatte Milý einschließlich Bor und Stráň 486 Einwohner. Ende 1938 übersiedelten elf tschechische Familien aus dem Sudetenland nach Milý.
1949 wurde Milý dem Okres Nové Strašecí zugeordnet, seit dessen Aufhebung im Jahre 1960 gehört die Gemeinde zum Okres Rakovník. Die Schule wurde 1961 geschlossen, der Unterricht erfolgt seitdem in Srbeč und Mšec. Das Schulgebäude diente danach als Sitz der Gemeindeverwaltung und der Gemeindebücherei sowie als Gaststätte mit Saal. Am 1. Januar 1980 erfolgte die Eingemeindung nach Srbeč. Milý löste sich am 24. November 1990 wieder von Srbeč los und bildete eine eigene Gemeinde. Milý ist heute ein Hopfenbauort.

## Gemeindegliederung
Für die Gemeinde Milý sind keine Ortsteile ausgewiesen. Milý besteht aus den Grundsiedlungseinheiten Bor (Boor) und Milý (Millai). Außerdem gehört zu Milý die Ortslage Stráň (Millaier Häuser).

## Sehenswürdigkeiten

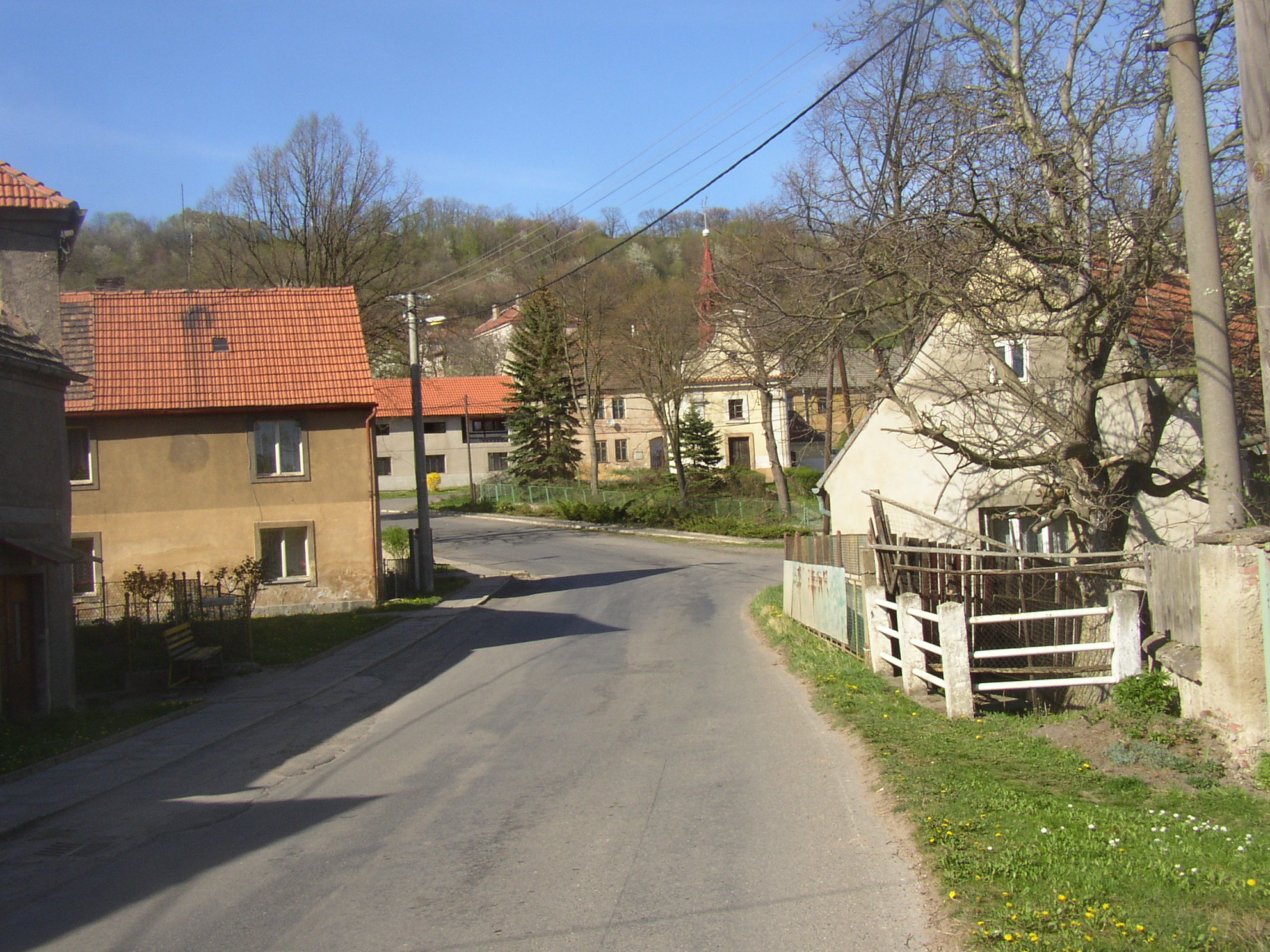
Blick von Süden auf den Dorfplatz

- Barocke Kapelle des hl. Erzengel Michael, erbaut 1753. Zwischen 1968 und 1972 wurde sie saniert.
- Gehöfte in Volksbauweise aus dem Übergang vom 19. zum 20. Jahrhundert.
- Naturdenkmal Milská stráň nordöstlich des Dorfes, Plänerhang mit geschützter wärmeliebender Flora und Fauna
- Borovice, der 24 m hohe Mobilfunkmast am Hang der Vošková wurde in Form einer künstlichen Kiefer errichtet.